# Kościół św. Leonarda w Kirkop
Kościół parafialny św. Leonarda (malt. Il-knisja Parrokkjali ta San Leonardu, ang. Parish Church of St Leonard) – rzymskokatolicki kościół parafialny służący wiosce Kirkop na Malcie.

## Historia
Kościół został zbudowany w roku 1500. Parafia utworzona została w roku 1592. Pomiędzy rokiem 1706 a 1779 kościół był powiększany, aby pomieścić rosnącą liczbę wiernych. Dedykacja świątyni oraz jej konsekracja przez biskupa Vincenzo Labiniego miała miejsce 10 listopada 1782 roku. W roku 1800 lub 1860 (źródła się różnią) zbudowane zostały dwie dzwonnice. Wnętrze kościoła zostało odnowione w roku 1878 przez ks. J. Barbarę, który pokrył całość kosztów.

## Architektura
Kościół zbudowany jest na planie krzyża łacińskiego. Prosta i zbalansowana fasada świątyni składa się z trzech równych segmentów, z których dwa zewnętrzne są cofnięte. Główny portal znajduje się pomiędzy dwoma pilastrami, zwieńczony jest frontonem w kształcie łuku. Powyżej mieści się duże okno witrażowe, z kartuszem na nadprożu.

Oba boczne segmenty są identyczne, proste i pozbawione ozdób, poza pilastrami po brzegach. Przed nimi znajdują się dwa duże kamienne posągi na cokołach, przedstawiające św. Rocha i św. Leonarda. Ponad segmentami, w poprzek fasady, biegnie szeroki gzyms, służący za podstawę dzwonnic, z trójkątnym frontonem nad centralnym segmentem. Dokoła szczytu kwadratowych w przekroju dzwonnic biegnie balustrada, z dachem wieżowym wewnątrz.
Każde z ramion transeptu (nawy poprzecznej) zawiera małe drzwi, podobne do głównego portalu, lecz zwieńczone złamanym trójkątnym frontonem. Ponad nimi znajduje się pusta nisza oraz okno witrażowe powyżej. Dwie małe kopuły zwieńczają transept po obu stronach, między nimi, na przecięciu z nawą główną, dominuje kopuła główna.
Budynek kościoła zaliczony został przez Malta Environment and Planning Authority do zabytków 1. klasy; umieszczony został też na liście National Inventory of the Cultural Property of the Maltese Islands pod numerem 1870.